# Rublon
Rublon – platforma do uwierzytelniania wieloskładnikowego realizowana przez polską firmę Rublon sp. z o.o. z siedzibą w Zielonej Górze, która oferuje dodatkową warstwę bezpieczeństwa dla użytkowników logujących się do sieci, serwerów, punktów końcowych oraz aplikacji desktopowych, chmurowych, webowych i mobilnych. Rublon MFA zabezpiecza zdalny dostęp i lokalne logowania pracowników przy użyciu sprzętowych i cyfrowych uwierzytelniaczy, w tym przy pomocy aplikacji mobilnej Rublon Authenticator, zawierającej cyfrową tożsamość właściciela konta. Liczne konektory Rublon MFA pozwalają na wprowadzenie silnego uwierzytelniania dla wszystkich lub wybranych użytkowników. Indywidualnie konfigurowalne polityki bezpieczeństwa umożliwiają dostosowanie Rublon MFA do własnych potrzeb. Uwierzytelnianie wieloskładnikowe Rublon pomaga chronić dane przedsiębiorstwa i uzyskać zgodność z regulacjami prawnymi, w tym z dyrektywą NIS2 i RODO.

## Dostępne metody uwierzytelniania
Użytkownicy logujący się do aplikacji zintegrowanej z Rublon mogą po podaniu hasła skorzystać z jednej z następujących dostępnych metod uwierzytelniania:
- Klucz bezpieczeństwa WebAuthn/U2F - Niepodatny na phishing klucz sprzętowy FIDO zgodny ze standardami WebAuthn i U2F
- Klucz bezpieczeństwa YubiKey OTP - Klucz sprzętowy wspierający hasła jednorazowe YubiKey OTP
- Powiadomienie mobilne - Powiadomienie push na telefon, dzięki któremu użytkownik może zaakceptować logowanie jednym dotknięciem przy użyciu aplikacji mobilnej Rublon Authenticator
- Kod dostępu (TOTP) - Mobilne czasowe hasło jednorazowe zgodne ze standardem RFC 6238[4] generowane przez aplikację mobilną, np. Rublon Authenticator, Google Authenticator, czy Microsoft Authenticator
- Kod SMS - Hasło jednorazowe wysyłane w wiadomości SMS na numer telefonu użytkownika
- Link SMS - Link wysyłany w wiadomości SMS na numer telefonu użytkownika, którego otwarcie loguje użytkownika do zintegrowanej aplikacji
- Połączenie telefoniczne - Połączenie wykonywane na numer telefonu stacjonarnego lub komórkowego użytkownika z prośbą o naciśnięcie klawisza
- Kod QR - Kod QR, który można zeskanować używając aplikacji mobilnej Rublon Authenticator
- Link e-mail - Link wysyłany w wiadomości e-mail, którego otwarcie loguje użytkownika do zintegrowanej aplikacji

## Aplikacja mobilna
Konta użytkowników mogą zostać zabezpieczone przy użyciu aplikacji mobilnej Rublon Authenticator, dostępnej na systemy operacyjne Android, iOS i Harmony OS. Aktywacja aplikacji mobilnej wymaga zeskanowania kodu QR. W ramach tego procesu tworzona jest cyfrowa tożsamość użytkownika, bazująca na asymetrycznych kluczach kryptograficznych RSA. Po aktywacji aplikacji, użytkownicy mają dostęp do powiadomień push na telefon, haseł jednorazowych (TOTP) oraz kodów QR jako drugiego etapu uwierzytelniania po wprowadzeniu hasła.

## Wspierane aplikacje
Rublon umożliwia zabezpieczenie kont użytkowników poprzez integrację przy użyciu protokołów RADIUS, LDAP(S) i SAML. Daje to możliwość wprowadzenia uwierzytelniania wieloskładnikowego dla większości sieci VPN i aplikacji chmurowych. Wspierane są VPNy i routery, między innymi producentów takich jak Cisco Systems, Citrix Systems, SonicWall, MikroTik, a także OpenVPN, Fortinet i WatchGuard.
Rublon oferuje również szereg konektorów dla rozwiązań firmy Microsoft, które wprowadzają uwierzytelnianie wieloskładnikowe dla lokalnych logowań do Windows, logowań poprzez Remote Desktop Protocol, Remote Desktop Services (RD Gateway, RD Web Access, RD Web Client), Outlook Web Access i więcej.
Dostępne są również wtyczki do WordPress, Jira, Confluence oraz moduły do SSH i Veritas NetBackup.
Dzięki bogatej ofercie integracji, administratorzy wykorzystujący Rublon do wprowadzenia uwierzytelniania wieloskładnikowego mogą dokonać integracji bez konieczności programowania. Dla programistów zostały także udostępnione biblioteki Java, .NET oraz PHP.

## Historia
Rublon jest firmą, która rozwija i oferuje platformę do uwierzytelniania wieloskładnikowego o tej samej nazwie (Rublon MFA). Firma nosiła wcześniej nazwę Adips i została założona w 2000 roku. Na początku działalności firma przetwarzała nieopublikowane zgłoszenia patentowe dla Bundesdruckerei, niemieckiego producenta banknotów, paszportów i dowodów osobistych, odpowiednika Polskiej Wytwórni Papierów Wartościowych. Adips zajmował się również rozwojem kilku projektów, takich jak DICT - strony internetowej z angielsko-polskim słownikiem, oraz nabywaniem wysokiej jakości nazw domen w Polsce.
W 2011 roku Adips wprowadził na rynek Rublon jako pierwsze na świecie komercyjne rozwiązanie do logowania bezhasłowego, które wykorzystywało smartfony jako tokeny uwierzytelniające. Użytkownicy mogli zeskanować kod QR, aby zalogować się do obsługiwanych aplikacji. Podobny mechanizm uwierzytelniania, polegający na zeskanowaniu kodu QR, stosuje obecnie mObywatel – rządowa aplikacja w Polsce, umożliwiająca logowanie do stron urzędowych oraz przechowywania dokumentów tożsamości.
W 2015 roku Rublon utworzył Rublon Labs, swój dział badawczo-rozwojowy, skupiający się na badaniach i innowacjach w zakresie bezpieczeństwa informacji.
W 2018 roku Rublon rozszerzył swoje funkcje o uwierzytelnianie wieloskładnikowe i uwierzytelnianie dla korporacji.
We wrześniu 2021 roku Rublon poinformował o znaczącej aktualizacji swojej platformy, która obejmowała przeprojektowanie sposobu uwierzytelniania użytkowników, co otworzyło nowe możliwości, takie jak udoskonalony sposób rejestracji i zarządzania uwierzytelniaczami.
W listopadzie 2022 roku firma Adips zmieniła swoją oficjalną nazwę na Rublon po podjęciu decyzji o skupieniu się w pełni na swoim flagowym produkcie, platformie Rublon MFA.
W grudniu 2022 roku Rublon otrzymał certyfikację ISO/IEC 27001 w zakresie bezpieczeństwa oprogramowania oraz usług IT w chmurze.
W styczniu 2024 roku Rublon otrzymał nagrodę Diamentów Forbesa.
W listopadzie 2024 roku Rublon otrzymał certyfikat CRN Channel Master 2025.